# Burgus Villenhaus

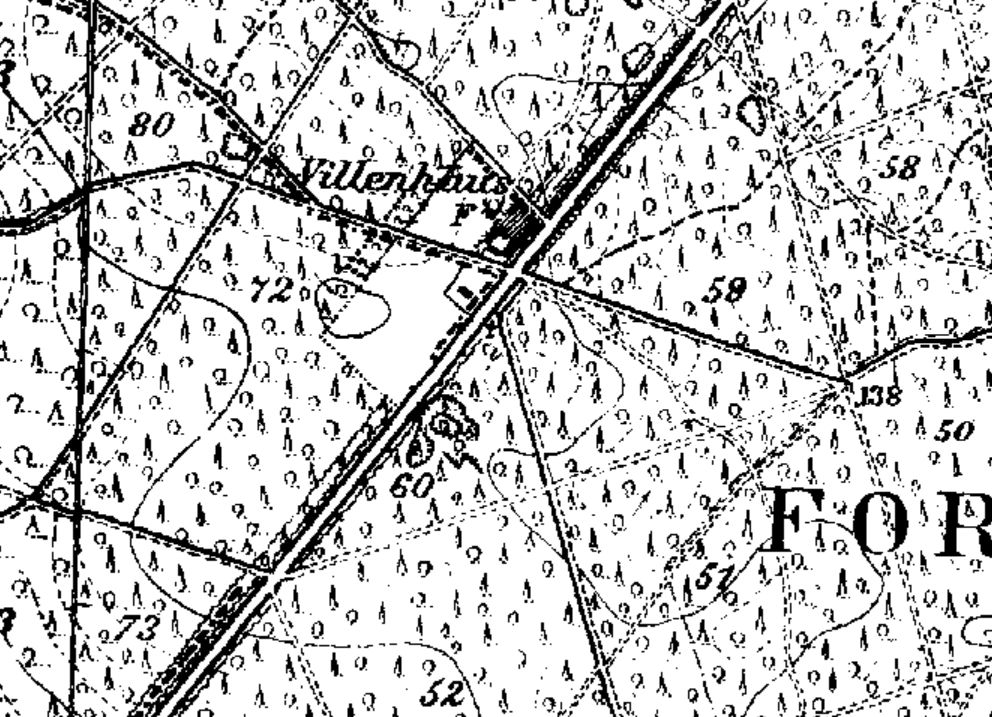
Burgus (bei Jagen 60) und Villenhaus (Preußische Kartenaufnahme (1891–1912))

Der Burgus Villenhaus ist der erste spätrömische Burgus, der im Kölner Raum archäologisch untersucht worden ist.

## Forschungsgeschichte
Die Befestigung lag etwa 12,8 km entfernt vom römischen Köln, der CCAA, unmittelbar an der Südseite der Römerstraße Trier–Köln. Die Fundstelle befand sich auf Brühler Stadtgebiet direkt an der Stadtgrenze zu Hürth beim ehemaligen Forsthaus "Villenhaus". Im Wald auf der Höhe der Ville hatten sich die Wälle der Anlage gut erhalten. Bei Arbeiten fanden sich dort um 1875 römische Ziegel und Steine. Ein Teil der Befestigung wurde in den folgenden Jahren beim Kiesabbau zerstört. Im Jahr 1923 war der Burgus von der endgültigen Vernichtung durch den fortschreitenden Braunkohleabbau in dieser Region bedroht. Das Provinzialmuseum Bonn (heute LVR-Landesmuseum Bonn) hat daraufhin eine von Hans Lehner geleitete archäologische Notgrabung vorgenommen.

## Befund
Die Anlage hatte eine quadratische Grundform mit stark abgerundeten Ecken. Die größte Breite an der Außenseite betrug ungefähr 60 m, der Innenraum hatte eine Seitenlänge von etwa 26 m. Bei der Untersuchung im Jahr 1923 wurde der Wall an mehreren Stellen geschnitten, darunter auch im Bereich des zur römischen Straße weisenden Eingangs. Auch im Innenbereich wurden einige Schnitte angelegt. Der Burgus wurde also nicht vollständig ausgegraben.
Es lassen sich zwei Bauphasen unterscheiden. In der älteren Phase war der Wall etwa 5 m breit und 1,5 m hoch, vorgelagert war ein Spitzgraben. Pfostenlöcher auf dem Wall zeugen von der Existenz einer Palisade oder eines Zauns. Eine Münze des Kaisers Claudius Gothicus unter der Wallaufschüttung liefert einen Terminus post quem von 268 für die Erbauung. Auch einige Pfostenlöcher im Innenbereich, offenbar von hölzernen Einbauten, gehören nach Angaben des Ausgräbers in die erste Phase.
Nach der Zerstörung durch ein Feuer wurde die Befestigungsanlage im 4. Jahrhundert wieder aufgebaut. Der Wall wurde erhöht und auch der Spitzgraben mit einer Breite von 10 m und eine Tiefe von 3,5 m neu angelegt. Im Bereich des neu aufgeschütteten jüngeren Walls ist auch der Zugang zur Straße angeschnitten worden. An den Seiten und in der Mitte der 3 m breiten Zufahrt sind Pfostenlöcher gefunden worden, die als Reste eines Torhauses gedeutet werden. Die Innenbebauung war wenigstens teilweise in Stein ausgeführt, es fanden sich aber nur wenige Architekturteile, darunter eine Türfassung und Dachziegel.

## Interpretation
Im späten 19. Jahrhundert brachte Carl von Veith die Fundstelle mit dem auf der Tabula Peutingeriana eingezeichneten Ort M()nerica in Verbindung. Dabei handelt es sich jedoch um einen vicus, von dem mutmaßliche Überreste in der Nähe gefunden wurden. Lehner hat die kleine Befestigung noch als Benefiziarierstation interpretiert. Auch diese Deutung ist überholt, der Burgus Villenhaus gehört vielmehr zu einem Netz militärischer burgi, die zum Schutz der Straßen errichtet wurden. Eine weitere solche Befestigung von ähnlicher Größe mit Innenbauten aus Holz ist die so genannte Heidenburg im Königsdorfer Wald zwischen Quadrath-Ichendorf und Frechen-Königsdorf an der Via Belgica.

## Weitereburgiim Rheinland
In der Zwischenzeit sind im Rheinland verschiedene weitere burgi entdeckt worden, von denen einige auch zu römischen Gutshöfen gehören. Beispiele sind etwa Befestigungen bei Froitzheim, Rheinbach-Flerzheim oder im Hambacher Forst. Weiter nördlich liegt am Rhein der Burgus Asperden.